# ترونتزانو لاگو ماجیوره
ترونتزانو لاگو ماجیوره (به ایتالیایی: Tronzano Lago Maggiore) یک کومونه در ایتالیا است که در استان وارزه واقع شده‌است. ترونتزانو لاگو ماجیوره ۱۱٫۰ کیلومتر مربع مساحت و ۲۷۰ نفر جمعیت دارد و ۳۴۲ متر بالاتر از سطح دریا واقع شده‌است.